# Alexandre-Augustin-Célestin Bullier
Alexandre Augustin Célestin Bullier, né à Paris le 28 avril 1824, mort en ce même lieu le 17 juin 1903, est un sculpteur français.

## Biographie
Alexandre Augustin Célestin Bullier est né à Paris au 54, rue Dauphine le 28 avril 1824. Fils de Guy-Pierre Bullier, menuisier, et de Geneviève-Ambroisine-Célestine Heneut, il est élève de François Jouffroy et entra aux Beaux-Arts de Paris le 5 avril 1849. Il commence d'exposer en 1848 et figure pour la dernière fois au Salon en 1886. En 1870, l'État acquiert une de ses œuvres, Premiers essais oratoires de Jules César, statue en marbre conservée au musée municipal de Saint-Germain-en-Laye.